# Mossebosjön, Östergötland
Mossebosjön är en sjö i Boxholms kommun och Ödeshögs kommun i Östergötland och ingår i Motala ströms huvudavrinningsområde. Sjön har en area på 0,696 kvadratkilometer och ligger 170,9 meter över havet.

## Delavrinningsområde
Mossebosjön ingår i det delavrinningsområde (644868-144763) som SMHI kallar för Utloppet av Mossebosjön. Medelhöjden är 191 meter över havet och ytan är 10,97 kvadratkilometer. Det finns inga avrinningsområden uppströms utan avrinningsområdet är högsta punkten. Vattendraget som avvattnar avrinningsområdet har biflödesordning 4, vilket innebär att vattnet flödar genom totalt 4 vattendrag innan det når havet efter 155 kilometer. Avrinningsområdet består mestadels av skog (73 procent) och jordbruk (15 procent). Avrinningsområdet har 0,7 kvadratkilometer vattenytor vilket ger det en sjöprocent på 6,4 procent.